# Comisión Organizadora de la Conmemoración del Bicentenario del inicio del movimiento de Independencia Nacional y del Centenario del inicio de la Revolución Mexicana
La Comisión Organizadora de la Conmemoración del Bicentenario del inicio del movimiento de Independencia Nacional y del Centenario del inicio de la Revolución Mexicana es un órgano creado por el entonces presidente Vicente Fox para conmemorar el Bicentenario de la Independencia de México y el Centenario de la Revolución mexicana. Esta comenzó a funcionar el 16 de junio de 2006 y dejó de funcionar el 31 de enero de 2010. Su último presidente fue José Manuel Villalpando de manera interina.
Creada por decreto el 16 de junio de 2006, tiene como objetivo coordinar los festejos de ambas conmemoraciones durante 2010, para ello se integra la comisión del Presidente de México que será representado por alguien quien designe, así como los designados por la Suprema Corte de Justicia de la Nación, la Cámara de Diputados de México y el Senado de México, además del Jefe de Gobierno del Distrito Federal.
La comisión fue presidida en sus inicios por Cuauhtémoc Cárdenas Solórzano del 19 de junio de 2006 hasta el 8 de noviembre del mismo año, esto ante las presiones de su partido político para renunciar al cargo. Así fue como Sergio Vela ocupó interinamente el cargo del mismo 8 de noviembre hasta el 17 de septiembre de 2007 que fue designado Rafael Tovar y de Teresa, quien formuló el proyecto general de los festejos, pero que renunció a la misma el 25 de octubre de 2008 sin explicar las razones de su dimisión. A partir de esa fecha, José Manuel Villalpando, director del Instituto Nacional de Estudios Históricos de las Revoluciones de México, preside interinamente la comisión.
El Senado de México y la Cámara de Diputados de México tienen sus propias comisiones especiales para los festejos y en todos los estados se han formado Comisiones para festejar ambas conmemoraciones.